# Борис-Арита
Бори́с-Арита́ (рос. Борис-Арыта) — невеликий острів в Оленьоцькій затоці моря Лаптєвих. Територіально відноситься до Якутії, Росія.
Розташований у центрі затоки, в дельті річки Оленьок. Знаходиться між протоками Кугун-Тьобюлеге на півночі та Джангилах-Тьобюлеге на півдні. На сході вузькою протокою відмежовується від сусіднього острова Борис-Бьолькьойо. Острів має видовжену форму, простягається з північного сходу на південний захід. Висота до 3 м на заході. Вкритий болотами, має 7 невеликих озер. На півночі оточений мілинами.
| Росія | Це незавершена стаття з географії Росії. Ви можете допомогти проєкту, виправивши або дописавши її. |